# Łozan Panow
Łozan Jordanow Panow, bułg. Лозан Йорданов Панов (ur. 28 marca 1971 w Sofii) – bułgarski prawnik, sędzia, prezes Naczelnego Sądu Kasacyjnego (2015–2022), kandydat w wyborach prezydenckich w 2021.

## Życiorys
W 1995 ukończył studia prawnicze na Uniwersytecie Sofijskim im. św. Klemensa z Ochrydy. Odbył aplikację sądową w Sofii, pracował w departamencie nadzoru ubezpieczeniowego w ministerstwie finansów. W 1998 rozpoczął orzekanie na stanowisku sędziego, pracował w sądach powszechnych, a w latach 2007–2012 kierował sądem administracyjnym w Sofii. W 2012 powołany do Naczelnego Sądu Administracyjnego. W 2015 został sędzią i prezesem Naczelnego Sądu Kasacyjnego. Na czele bułgarskiego sądu najwyższego stał do 2022.
W 2021 wystartował w wyborach prezydenckich, jego kandydaturę poparła liberalna koalicja Demokratyczna Bułgaria. W pierwszej turze głosowania otrzymał 3,7% głosów, zajmując piąte miejsce.